# Чурьюги
Чурьюги — река в России, протекает по Медвежьегорскому району Карелии. Впадает в озеро Чурозеро, через которое протекает река Лазаревская. Устье реки находится в 4 км восточнее деревни Маслозеро. Длина реки составляет 17 км.

## Данные водного реестра
По данным государственного водного реестра России относится к Баренцево-Беломорскому бассейновому округу, водохозяйственный участок реки — Сегежа до Сегозерского гидроузла, включая озеро Сегозеро. Речной бассейн реки — бассейны рек Кольского полуострова и Карелии, впадает в Белое море.
Код объекта в государственном водном реестре — 02020001112102000006071.